# Hiroki Yasumoto
Hiroki Yasumoto (安元洋貴, Yasumoto Hiroki), né le 16 mars 1977 à Hōfu, dans la préfecture de Yamaguchi au Japon, est un seiyū japonais.

## Rôles

### Série télévisée d'animation
- Black Blood Brothers (Cain Warlock)
- Bleach (Yasutora Sado), (Hollow Zonzain, Ep. 213)
- Coyote Ragtime Show (en) (Voix additionnelles)
- Daily Lives of High School Boys (Vice-President)
- Détective Conan (Kohji Haneda)
- Dōjin Work (Justice)
- Durarara!! (Hiroshi)
- Fairy Tail (Elfman)
- Food Wars! (Mimasaka Subaru)
- Glass Fleet (Soldat C, Ep.8)
- Hetalia: Axis Powers (Germany, Holland)
- Honey and Clover (Nakamura Tatsuyoshi)
- Hōzuki no reitetsu (Hōzuki)
- Konosuba (Beldia)
- Black Butler (Kuroshitsuji) (Agni)
- Kyouran Kazoku Nikki (Midarezaki Teika)
- Natsu no Arashi! (Murata Hideo)
- Nogizaka Haruka no Himitsu (Takenami)
- Nura : Le Seigneur des Yokaïs (Aotabō/Kurata)
- Otogi-Jushi Akazukin (Asel)
- Persona: Trinity Soul (Udo Taiichi)
- Rental Magica (Yudaikus Tholoide)
- Rockman.EXE Beast (Colonel)
- Rockman.EXE Stream (Colonel)
- School Rumble (Masakazu Tōgō) (Kouriyama-sensei (Season 2))
- SD Gundam Sangokuden Brave Battle Warriors (Kan-u Gundam)
- Shining Tears X Wind (Hyōn)
- Sword Art Online (Agil)
- The Tower of Druaga (Utu)
- Vampire Knight (Yagari Tōga)
- Yowamushi Pedal (Shingo Kinjo)

### OVA
- School Rumble Ichigaki Hoshu (Tōgō Masakazu)
- TANK S.W.A.T. 01 (Officer Katsu)

### CD Drama
- Hetalia: Axis Powers (Germany)

### Jeux vidéo
- Asura's Wrath (Asura)
- Princess Nightmare (Vlad Draculea)
- Tatsunoko vs. Capcom (Alex)
- Guilty Gear 2: Overture (Raven)
- Animamundi (Mephistopheles)
- Star Ocean: The Last Hope (Bacchus D-79)
- Warriors Orochi 2 (Fu Xi)
- Street Fighter IV (Guile)
- Dragon's Crown (Wizard)
- Naruto Shippūden: Ultimate Ninja Storm 4 (Kinshiki)
- Fire Emblem Heroes (Legault)
- Nyan Love~ -Watashi no Koi no Mitsukekata- (Shogo Fujimoto)